# Ибрагимов, Азиз Шакирович
Азиз Шакирович Ибрагимов (узб. Aziz Shakirovich Ibragimov; род. 21 июля 1986, Ташкент) — узбекистанский футболист, выступавший на позициях полузащитника и нападающего. Выступал за национальную сборную Узбекистана.

## Клубная карьера
Азиз Ибрагимов родился 21 июля 1986 года в столице советского Узбекистана — Ташкенте. Начал заниматься футболом в 8 лет. В ранние годы интересовался боевыми искусствами и хотел заниматься каратэ и тхэквондо, но потом окончательно переключился в футбол. Обучался в футбольной академии ташкентского «Пахтакора», но позднее из-за некоторых проблем перешёл в футбольную школу «Текстильщика».
Начал профессиональную карьеру в ташкентском клубе «Трактор» в 2004 году. В 2005—2006 годах играл за «Шуртан» и «Машъал». В 2007—2008 годах играл за словацкий «Слован». С 2008 года по 2011 год выступал за чешскую команду «Богемианс 1905». В сезоне 2008/09 в составе «Богемианс 1905» стал победителем второй по силе чешской лиги.
В 2012 году выступал за клуб китайской Суперлиги «Циндао Чжуннэн». В последующие годы вплоть до 2014 года выступал за различные клубы Чехии. В 2014—2016 годах играл в Узбекистане, за «Андижан», «Динамо Самарканд» и «Бухару». В январе 2017 года перешёл в иранское «Машин Сази».
В 2021 году объявил о завершении карьеры.

## Карьера в сборной
В составе сборной Узбекистана выступал в 2007—2011 годах. Сыграл 17 матчей из забил три гола. Вместе со сборной участвовал в Кубках Азии 2007 и 2011 годов.

## Семья
Женат, воспитывает ребёнка.